# Helmut Dörner
Pour les articles homonymes, voir Dörner.
Helmut Dörner, né le 26 juin 1909 à Mönchengladbach et mort le 11 février 1945 à Budapest est un militaire allemand, officier de la Waffen-SS durant la Seconde Guerre mondiale.
II a notamment été décoré de la croix de chevalier de la croix de fer avec feuilles de chêne et glaives et de la croix allemande en or.